# Jantelagen
Jantelagen (norska och danska: janteloven) är en uppdiktad lag formulerad av Aksel Sandemose i boken En flykting korsar sitt spår (1933).

## Bakgrund
Aksel Sandemose skrev på norska (riksmål), men föddes och växte upp i danska Nykøbing på ön Mors i Limfjorden på norra Jylland. Staden är förebilden för den litterära staden Jante.
Jante nämns först i Sandemoses roman En sjöman går i land och utvecklas i romanen En flykting korsar sitt spår. Den danska småstaden och dess invånare beskrivs i romanen i tämligen negativa ordalag, och staden har givit namn åt "Jantelagen". Begreppet har senare fått ett brett och populärt genomslag och används även av människor som saknar vetskap om det litterära sammanhanget.
Jantelagen formulerar i ord den oskrivna lag, som säger att man inte får sticka ut och tro att man är bättre än andra på något sätt. Jantelagen kopplas till kulturen på många platser i Skandinavien.
Som en antites till Jantelagen formulerade konstnären Hasse Andersson Gåsalagen och en liknande antites har formulerats av Ewert Ljusberg benämnd Jamtelagen som sägs representera tio inofficiella värderingar för Republiken Jamtland.

## Jantelagens Kommanderingar
1. Du skall inte tro att du är något.
2. Du skall inte tro att du är lika god som vi.
3. Du skall inte tro att du är klokare än vi.
4. Du skall inte inbilla dig att du är bättre än vi.
5. Du skall inte tro att du vet mer än vi.
6. Du skall inte tro att du är förmer än vi.
7. Du skall inte tro att du duger till något.
8. Du skall inte skratta åt oss.
9. Du skall inte tro att någon bryr sig om dig.
10. Du skall inte tro att du kan lära oss något.

### Straffkommanderingen
I boken tillfogas senare ett elfte bud, som brukar kallas ”Jantelagens strafflag”. Den är formulerad som en fråga och lyder:
11. Tror du inte att vi vet något om dig?
Användningen av strafflagen beskrivs bäst genom ett citat:
| ”                                                               | Den enda fras som utgör Jantes strafflag, var således mycket innehållsrik. Den omfattade allt, och så måste den också vara skriven, för absolut ingenting var tillåtet. Den var också utformad som en anklagelse, med alla slags ospecificerade straff i utsikt. Dessutom var den, allt efter tonfallet, lämplig för utpressning och förledelse till brott, och den kunde också vara det bästa försvarsmedlet. | „ |
| – Ur kapitlet Du tror kanske inte att jag vet någonting om dig. | |   |